# 海特勒伊登貝赫
海特勒伊登貝赫（荷蘭語：Geertruidenberg）是荷蘭的城市，位於該國南部，距離瓦爾韋克12公里，由北布拉邦省負責管轄，面積29.86平方公里，2010年人口21,104，人口密度為每平方公里790人。

## 外部連結

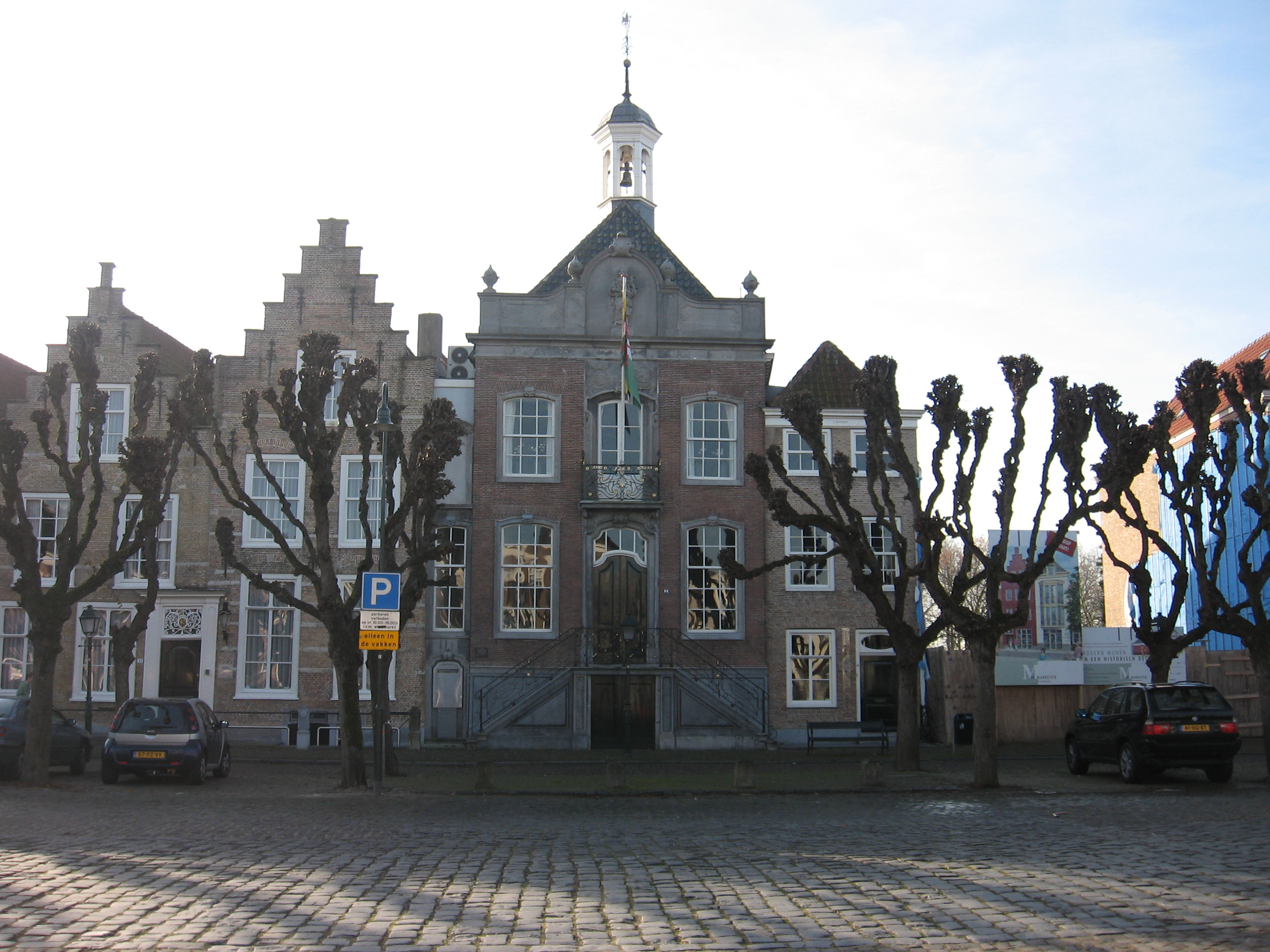

- （荷兰文） Gemeente Geertruidenberg （页面存档备份，存于） (official website)